# Robert Donat
 (novembre 2009).
Si vous disposez d'ouvrages ou d'articles de référence ou si vous connaissez des sites web de qualité traitant du thème abordé ici, merci de compléter l'article en donnant les références utiles à sa vérifiabilité et en les liant à la section « Notes et références ».
Robert Donat, né le 18 mars 1905 à Withington près de Manchester en Angleterre et mort le 9 juin 1958, est un acteur britannique. Il débute au théâtre puis devient l'un des jeunes premiers les plus en vue du cinéma britannique des années 1930.
Il a déjà deux gros succès à son actif, La Vie privée d'Henry VIII d'Alexander Korda (1933) et Le Comte de Monte-Cristo de Rowland V. Lee (1934), quand Alfred Hitchcock l'engage pour les 39 marches (1935). Dans la foulée, il tourne avec René Clair (Fantôme à vendre en 1935, avec Jean Parker), Jacques Feyder (Le Chevalier sans armure, en 1937, avec Marlene Dietrich), King Vidor (La Citadelle en 1938), Sam Wood (Au revoir Mr. Chips, en 1939, son plus gros succès populaire pour lequel il obtient l'Oscar du meilleur acteur), Carol Reed (Le Jeune Monsieur Pitt, en 1942).
En 1948 il passe à la mise en scène avec The Cure for Love, mais ne réédite pas l'expérience.
Il retrouve un grand rôle en 1951 dans La Boîte magique de John Boulting ; il y incarne l'inventeur anglais du cinématographe, Friese Greene. En 1958, il interprète un dernier rôle, celui du Mandarin de Yang Cheng, dans L'Auberge du sixième bonheur de Mark Robson, pour lequel il est nommé au Golden Globe du meilleur acteur. Il meurt peu après d'une crise d'asthme.

## Filmographie sélective
- 1932 : That Night in London de Rowland V. Lee
- 1932 : Hommes de demain (Men of Tomorrow) de Zoltan Korda et Leontine Sagan
- 1933 : Cash de Zoltan Korda
- 1933 : La Vie privée d'Henry VIII (The Private Life of Henry VIII) d'Alexander Korda
- 1934 : Le Comte de Monte-Cristo (The Count of Monte Cristo) de Rowland V. Lee
- 1935 : Les 39 marches (The 39 Steps) de Alfred Hitchcock
- 1935 : Fantôme à vendre (The Ghost Goes West) de René Clair
- 1937 : Le Chevalier sans armure (Knight without armour) de Jacques Feyder
- 1938 : La Citadelle (The Citadel) de King Vidor
- 1939 : Au revoir Mr. Chips (Goodbye, Mr. Chips) de Sam Wood
- 1942 : Le Jeune Monsieur Pitt de Carol Reed
- 1943 : La Guerre dans l'ombre (The Adventures of Tartu)
- 1945 : Le Verdict de l'amour (Perfect Strangers) de Jack Conway
- 1947 : Captain Boycott de Frank Launder
- 1948 : The Winslow Boy de Anthony Asquith
- 1950 : The Cure for Love de Robert Donat
- 1951 : La Boîte magique (The Magic Box) de John Boulting
- 1954 : Lease of Life de Charles Frend
- 1956 : Kraft Television Theatre (série TV) : 2 épisodes
- 1958 : L'Auberge du sixième bonheur (The Inn of the Sixth Happiness) de Mark Robson

## Distinction
- 1940 - Oscar du meilleur acteur

pour le rôle de Charles Edward Chipping dans Au revoir Mr. Chips.